# Carnet català

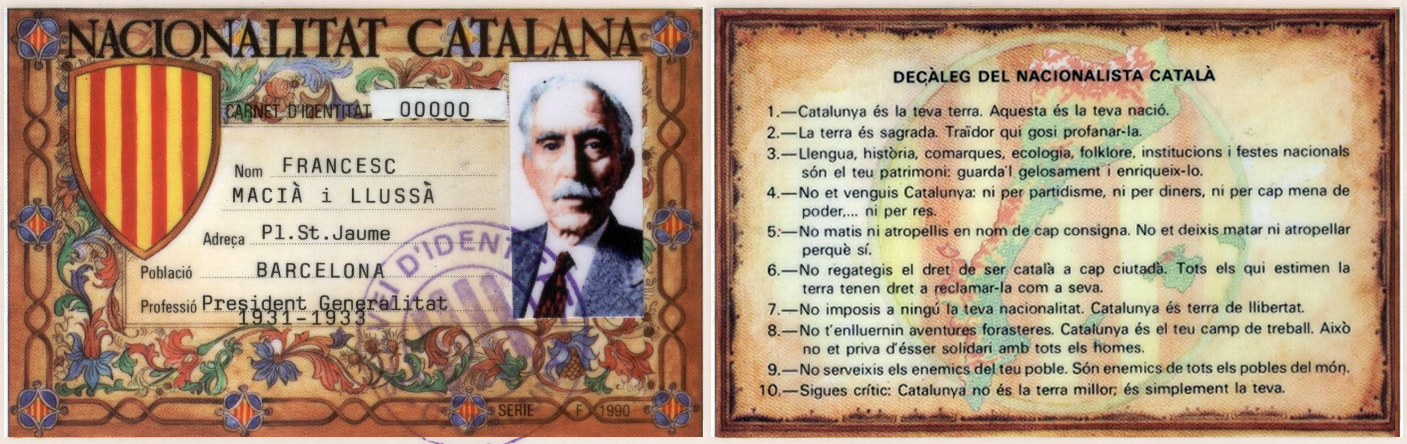
Document de mostra

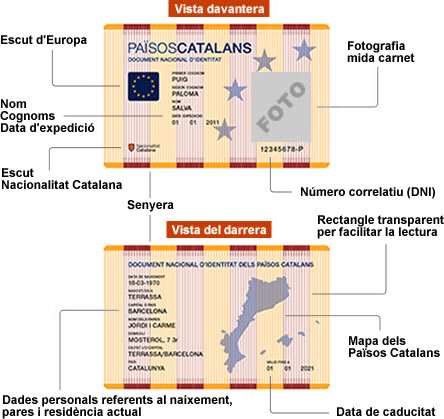
Darrera versió del document de DNI.cat - 2011

El Document Nacional d'Identitat Catalana, Carnet Català o Certificat d'Identitat Catalana és un carnet acreditatiu de la nacionalitat catalana que no és reconegut per cap administració.
El seu origen es remunta a l'any 1981, quan el sacerdot Josep Dalmau i Olivé, juntament amb altres promotors de la cultura catalana, van dissenyar el document acreditatiu de nacionalitat. Aquest es distribuïa a través de la llibreria Les Voltes de Girona. El Partit per la Independència va editar-ne un, que es deixà d'emetre després de la seva dissolució. El 2004 l'Associació DNI.cat recupera l'edició del document. L'any 2010 NousCatalans.Joves presenta el Carnet de Nacionalitat Catalana. Ha estat acceptat com a document identificatiu en alguns casos, com a la Consulta sobre la independència de Catalunya a Arenys de Munt.